# Megu Uyama
Megu Uyama (jap. 宇山芽紅; ur. w 1996 r. w Kanazawie) – japońska gimnastyczka występująca w skokach na trampolinie, dwukrotna mistrzyni świata.
Na Mistrzostwach Świata 2018 w Petersburgu zdobyła tytuł mistrzyni świata w skokach synchronicznych razem z Hikaru Mori. Było to pierwsze zwycięstwo Japonki na mistrzostwach świata. Rok później ponownie zdobyła złoty medal na mistrzostwach świata w Tokio w drużynowych skokach indywidualnych.